# Ривердейл (Бронкс)
Ри́верде́йл (англ. Riverdale) — район на северо-западе Бронкса в Нью-Йорке. 
На севере Ривердейл граничит с городом Йонкерсом соседнего округа Уэстчестер, на западе — с районом Филдстон, на юге — с  Кингсбриджем  и Спайтен-Дайвилом. С запада омывается водами Гудзона. 
Ривердейл является самым северным районом Нью-Йорка.

## История
На территории района вплоть до середины XIX века располагалась лишь станция Центральной железной дороги штата Нью-Йорк. В 1860-х годах на холмистой местности Ривердейла начали строить летние особняки зажиточные ньюйоркцы. В 1930-х годах через район была проложена магистраль Генри Гудзона. Также между Ривердейлом и Манхэттеном было открыто автобусное сообщение. Развитие инфраструктуры привело к активному развитию района. После Второй мировой войны бо́льшая часть особняков была перепродана общественным организациям и риэлторам.
Достопримечательностями Ривердейла являются Ривердейлский монумент и особняк Уэйв-Хилл,  одним из арендаторов которого был Марк Твен.

## Население
По данным на 2011 год, численность населения района составляла около 17 000 жителей. Средняя плотность населения составляла около 8600 чел./км². Средний доход на домашнее хозяйство был примерно в 1,5 раза выше среднего показателя по городу: $83 503. Более 3⁄4 населения было представлено белыми.

## Общественный транспорт
Ривердейл обслуживается железнодорожной станцией Ривердейл ветки Hudson Line дороги Метро-Норт. По состоянию на апрель 2014 года в районе действовали автобусные маршруты Bx7, Bx10, Bx20, Bx M1, Bx M2 и Bx M18.